# واترتاون (نیویورک)
واترتاون (به انگلیسی: Watertown) شهری در شهرستان جفرسون ایالت نیویورک است که در سرشماری سال ۲۰۱۰ میلادی، ۲۷۰۲۳ نفر جمعیت داشته است. واترتاون، به‌طور رسمی در تاریخ ۱۸۶۹ میلادی به‌عنوان یک شهر شناخته شد.